# La Nuit au musée 2 (jeu vidéo)
La Nuit au musée 2 est un jeu vidéo d'action-aventure développé par Amaze Entertainment et Pipeworks Software et édité par Majesco Entertainment pour la Wii, Microsoft Windows, Nintendo DS et Xbox 360. La version BlackBerry est développée et éditée par Gameloft. Le jeu est basé sur le film du même nom. Ben Stiller reprend son rôle de Larry Daley.

## Distribution
- Ben Stiller : Larry Daley
- Ted Biaselli : le penseur et Billy the Kid
- Jim Cummings : une tête de Moaï et Attila
- Chad Einbinder : Général Custer et l'Homme de Néandertal
- Crispin Freeman : Ahkmenrah et un soldat français
- Brian George : Napoléon Ier et un soldat
- Marc Graue : Kah Mun Rah
- Molly Hagan : Amelia Earhart et Sheila Burns
- Dustin Leighton : Jedediah
- Neil Kaplan : Ivan le Terrible
- Mark Moseley : Theodore Roosevelt
- Julie Nathanson (en) : Cléopâtre VII
- André Sogliuzzo : Al Capone, un lancier égyptien et Benjamin Franklin
- Jim Ward : le morse, le musée et Andy
- Dave Wittenberg : Ocatvius et un gangster
- Hank Azaria : Kah Mun Rah, le penseur et Abraham Lincoln
- Alain Chabat : Napoléon Ier
- Jake Cherry : Nicky Daley
- Patrick Gallagher : Attila
- Brad Garrett : un Moaï
- Ricky Gervais : Dr McPhee
- Joe Jonas, Kevin Jonas et Nick Jonas : les chérubins
- Eugene Levy : Albert Einstein
- Jordan Ninkovich : l'ami d'Oscar
- Mizuo Peck : Sacagawea